# Gustav Veit
Aloys Constantin Conrad Gustav Veit (ur. 3 czerwca 1824 w Leobschütz, zm. 20 kwietnia 1903 w Deyelsdorf k. Grimmen) – niemiecki ginekolog.

## Życiorys
Urodził się 3 czerwca 1824 w miejscowości Leobschütz (dzisiejsze Głubczyce) jako syn aptekarza. Studiował we Wrocławiu, Berlinie, Heidelbergu i Halle. W 1848 roku otrzymał tytuł doktora nauk medycznych na Uniwersytecie w Halle po przedstawieniu dysertacji "Observationum de sanguinis quantitate nuperrime institutarum recensio". Następnie praktykował jako asystent w klinikach położniczych w Halle i Berlinie. Habilitował się w 1853 roku w Berlinie. W następnym roku objął klinikę położniczą Uniwersytetu w Rostocku. W 1864 przeniósł się do Bonn jako profesor i dyrektor kliniki położniczej.
Jego syn Johann Veit (1852–1917) również był ginekologiem i położnikiem.

### Wybrane prace
- Observationum de sanguinis quantitate nuperrime institutarum recensio. Halle 1848. (Dissertation)
- Über die beste Methode zur Extraktion des nachfolgenden Kindeskopfes. In: Greifswalder medicinische Beiträge. Danzig 1863.
- Ueber die Leitung der Geburt bei Doppelmissgeburten. Breitkopf & Härtel, Leipzig 1879.
- Krankheiten der weiblichen Geschlechtsorgane: Puerperalkrankheiten. In: Rudolf Virchow: Handbuch der speciellen Pathologie und Therapie. Enke, Erlangen 1856–1865, Bd. 6.